# Sivalicus viridis
Sivalicus viridis is een spinnensoort in de taxonomische indeling van de jachtkrabspinnen (Sparassidae).
Het dier behoort tot het geslacht Sivalicus. De wetenschappelijke naam van de soort werd voor het eerst geldig gepubliceerd in 1957 door Dyal.